# 多瓣核果茶
多瓣核果茶（学名：Parapyrenaria multisepala）为山茶科多瓣核果茶属下的一个种。

## 扩展阅读
- 維基物種上的相關：多瓣核果茶